# Tatsunoko vs. Capcom: Ultimate All-Stars
Tatsunoko vs. Capcom: Ultimate All Stars es un videojuego de lucha distribuido por Capcom y desarrollado por Eighting para Arcade y para la consola Wii. La versión Americana salió a venta el 26 de enero de 2010, en Japón el 28 de enero de 2010, en Europa el 29 de enero de 2010 y en Australia el 4 de febrero de 2010.
Originalmente solo salió en Japón para Arcade y para Wii en diciembre de 2008 con el nombre de Tatsunoko vs. Capcom: Cross Generation of Heroes (タツノコ VS. Capcom: Cross Generation of Heroes).
El videojuego es un crossover entre el estudio de animación Japonesa Tatsunoko y la compañía de videojuegos Capcom. A diferencia de Street Fighter y otros juegos de lucha de la serie VS., Tatsunoko vs. Capcom utiliza un sistema simplificado de tres botones de ataque.
Debido a algunas licencias de los personajes de Tatsunoko, la versión original Tatsunoko vs. Capcom: Cross Generation of Heroes se vio forzado a ser exclusivo para Japón, sin embargo debido a la gran recepción por parte de los fanes, Capcom trabajó en esos asuntos para que el juego fuera lanzado tanto en el mercado oriental como occidental.

## Modo de juego
Este juego de Capcom es la séptima entrega de la serie vs. que incluye Marvel vs. Capcom y Capcom vs. SNK. Es el primer juego de la serie vs. en utilizar gráficos 3D sobre un plano en 2D. Esto crea un ambiente 2.5D que consiste en modelos de personajes y fondos renderizados en 3D, mientras el gameplay permanece sobre un plano en 2D similar al de los juegos de combate tradicionales. El juego puede utilizar el Wiimote y el Nunchuk, el Mando Clásico de Wii y el Control de Game Cube. Los botones se muestran como Asistente, Ligero, Medio y Fuerte. También fueron incluidos minijuegos y la opción para un simplificado esquema de control.
Cada jugador tiene un equipo de 2 luchadores, y los jugadores pueden cambiar sus características en cualquier momento. Se pueden realizar dos movimientos especiales al mismo tiempo. Sin embargo, el juego tiene dos personajes de gran tamaño, Gold Lightan de Tatsunoko y PTX-40A de Capcom, los cuales pelean solos sin ningún compañero de equipo, no pueden usar técnicas universales que requieren a un compañero.
Los mecanismos universales son similares a los de juegos anteriores de Marvel vs. Capcom. Los personajes pueden llamar a su compañero para realizar un ataque Variable Assist, otros personajes pueden realizar un Variable Attack y realizar un Variable Counterattack. SnapBack es un ataque especial, el cual obliga a cambiar de personaje al rival, anulando los relevos (y ataques relevo) durante un tiempo, Hyper Variable Combination permite a los jugadores de un equipo realizar «Hyper Moves», mientras que Delayed Hyper Cancellation cancela un «Hyper Move» de un personaje con el «Hyper Move» del personaje de relevo. Cada personaje tiene un lanzador para mandar a un oponente al aire para hacer un Aerial Rave.
También se encuentran nuevas técnicas universales dentro del juego, Variable Aerial Rave permite cambiar de personaje en el aire para que tu compañero entre e inmediatamente continúe el combo, para su activación se necesita usar un nivel de Hyper. Mega Crash es una maniobra defensiva que permite al personaje liberarse de su oponente mientras que sacrifica una parte de su vitalidad y 2 niveles de Hyper. Assault es una variación ofensiva de Mega Crash, Baroque es un modo donde el personaje se ilumina con los colores del arco iris mientras que sacrifica una porción de la barra de vida, la activación del modo permite que el jugador amplíe sus combos y cause más daño al oponente. El modo Baroque se termina cuando el personaje se detiene o realiza un «Hyper Move».
Tatsunoko vs. Capcom tiene un modo Arcade en donde el jugador pelea con oponentes controlados por la CPU en diferentes escenarios hasta llegar al jefe final: Yami. El Time Attack y el Suvirval Mode requieren que el jugador luche con todos los personajes. Existen también dos modos de juego exclusivamente multijugador, el modo VS., donde los jugadores pueden competir simultáneamente, y los minijuegos, específicos de cada personaje y con opción de hasta cuatro jugadores.
Ultimate All-Stars añade otras opciones novedosas, las cuales incluyen un multijugador en línea mediante la Conexión Wi-Fi de Nintendo, un minijuego de temática shoot'em up llamado «Ultimate All-Shooters» y un nuevo diseño de personajes durante las secuencias finales hechos por UDON. Las partidas en multijugador en línea pueden ser jugadas ya sea con amigos registrados, oponentes seleccionados al azar o adversarios registrados. Además, los jugadores pueden elegir a sus oponentes al azar del mismo rango que el jugador. El rango se decide por los puntos de combate adquiridos, que fluctúa si una pelea por ranking se gana o se pierde. Una vez que una pelea se decide, el oponente puede ser consensualmente añadido a una lista rival para futuras peleas.
El juego tiene cinco opciones de control, que incluyen el Control Clásico, el control de Nintendo GameCube, sticks de arcade de compañías third-party y los dos esquemas de control más sencillo del mando de Wii y el Nunchuk y únicamente el mando de Wii.
Estos dos últimos sistemas de control permiten a los jugadores inexpertos comenzar a jugar fácilmente, pero ofrecen un menor control. El juego incluye una opción que permite a los jugadores personalizar la configuración de los botones de mandos convencionales.

## Personajes
Tatsunoko vs Capcom: Ultimate All-Stars permite al jugador seleccionar de entre 26 personajes. Los dos más grandes y más poderosos, Gold Lightan de Tatsunoko y PTX-40A de Capcom, pelean sin un compañero, lo que significa que son incapaces de hacer técnicas universales que requieren de otro peleador. En una entrevista que concedió Ryota Niitsuma a Destructoid, argumento que personajes adicionales pueden unirse a la lista actual como contenido descargable.

### Personajes de Tatsunoko
| Personaje                          | Origen                      | Doblador en japonés |
| ---------------------------------- | --------------------------- | ------------------- |
| Ken the Eagle                      | Gatchaman                   | Katsuji Mori        |
| Jun the Swan                       | Gatchaman                   | Kazuko Sugiyama     |
| Casshan                            | Neo-Human Casshern          | Daisuke Ono         |
| Tekkaman                           | Tekkaman: The Space Knight  | Katsuji Mori        |
| Polymar                            | Hurricane Polymar           | Kunihiko Yasui      |
| Yaterman-1                         | Yatterman                   | Eri Kitamura        |
| Karas                              | Karas                       | Endo Daichi         |
| Doronjo                            | Yatterman                   | Noriko Ohara        |
| Ippatsuman                         | Gyakuten! Ippatsuman        | Masayuki Katou      |
| Hakushon Daimao (Versión Japonesa) | Hakushon Daimaō             | Tōru Ōhira          |
| Gold Lightan                       | Golden Warrior Gold Lightan | Issei Futamata      |
| Tekkaman Blade                     | Tekkaman Blade              | Toshiyuki Morikawa  |
| Joe the Condor                     | Gatchaman                   | Isao Sasaki         |
| Yatterman-2                        | Yatterman                   | Emiri Katō          |

### Personajes de Capcom
| Personaje         | Origen                         | Doblador en japonés |
| ----------------- | ------------------------------ | ------------------- |
| Ryu               | Street Fighter                 | Hiroki Takahashi    |
| Chun-Li           | Street Fighter II              | Fumiko Orikasa      |
| Morrigan Aensland | Darkstalkers                   | Yayoi Jinguji       |
| Alex              | Street Fighter III             | Hiroki Yasumoto     |
| Batsu Ichimonji   | Rival Schools: United by Fate  | Nobuyuki Hiyama     |
| Mega Man Volnutt  | Mega Man Legends               | Mayumi Tanaka       |
| Kaijin no Soki    | Onimusha: Dawn of Dreams       | Toshiyuki Kusuda    |
| Roll              | Mega Man                       | Hiromi Higarashi    |
| Saki Omokane      | Quiz Nanairo Dreams            | Yōko Honna          |
| Viewtiful Joe     | Viewtiful Joe                  | Shinji Kawada       |
| PTX-40A           | Lost Planet: Extreme Condition | N/A                 |
| Frank West        | Dead Rising                    | Peter Von Gomm      |
| Zero              | Mega Man X                     | Ryōtarō Okiayu      |
| Yami (Jefe Final) | Okami                          | N/A                 |

## Desarrollo
Capcom anuncio el 22 de mayo de 2008 su séptimo juego de lucha de la serie Vs. titulado Tatsunoko vs. Capcom: Cross Generation of Heroes, para arcades japoneses. El distribuidor entonces comenzó a revelar el reparto del juego hasta su liberación. El reparto fue escogido cuidadosamente por el equipo de desarrollo para un juego de lucha. Expresamente, el reparto de Tatsunoko consiste en personajes que los diseñadores vieron desde su juventud. Hacia septiembre, el juego estaba en un 70% de desarrollo y fue anunciado para Wii en Japón. La canción de apertura del juego, «Across the border», está cantada por Asami Abe, mientras que la versión americana es cantada por Anna Gholston.
El equipo de desarrollo trató de incluir a los personajes de Samurai Pizza Cats, a Phoenix Wright y a Franziska von Karma de la serie Ace Attorney. De acuerdo a Niitsuma, La razón por la que no se incluyeron a los Samurai Pizza Cats fue porque las negociaciones con Tatsunoko no progresarón lo suficiente como para incluirlos. En el caso de los personajes de Ace Attorney, mientras que Franziska habría sido fácil debido a su uso del látigo, habían tenido problemas para encontrar movimientos de lucha adecuados para Phoenix, más allá de su clásica postura de su dedo señalando. A pesar de que se había llegado a un ataque que utiliza su típica frase «Igiari!» («Objection!» en inglés) con los caracteres mismos que dañarían al oponente, se dieron cuenta de que la localización había cambiado la frase de cuatro caracteres (en kanji) a un vocablo de diez letras y habría desequilibrado el juego. En el libro Tatsunoko vs Capcom's Secret File, se revela también que otros tres personajes habrían sido planeados para el juego: Ingrid de Capcom Fighting Evolution, Komugi Nakahara de Nurse Witch Komugi y Muteking de Rollerblade Hero, aunque las razones de sus respectivas exclusiones son desconocidas (seguramente por la falta de personajes del lado Tatsunoko).

## Licencia
Principalmente debido a la licencia de publicaciones que implican las propiedades de Tatsunoko, el juego original Tatsunoko vs. Capcom: Cross Generation of Heroes permaneció exclusivamente para el mercado japonés. La mayor parte del reparto de Tatsunoko está licenciado en diferentes empresas de Norteamérica, como Time Warner. Otros problemas implican a sus diseñadores, Eighting, ya que han seguido adelante en un nuevo proyecto y la oscuridad de la alineación de Tatsunoko al mercado no japonés. Esto provocó algunas críticas dudosas de que el juego viera un lanzamiento internacional. Adam Sessler de X-Play declaró «quitar los derechos americanos para mostrar todos los personajes en un juego sería una pesadilla logística». Seth Killian, Administrador de la Comunidad de Capcom dijo en diciembre de 2008 que la empresa trabajaba para tratar con esta situación. Christian Svensson, Vicepresidente, Desarrollador Comercial y Estratégica de Capcom planeó localizarlo en marzo de 2009. La empresa actualmente trabaja en los asuntos de licencia y recursos de publicación.
Para la Capcom's Electronic Entertainment Expo 2009, el Editor listó dos «Juegos Misteriosos» 6 de mayo de 2009 para ser mostrados en el evento. «El Juego Misterioso de Capcom #1» fue revelado en Nintendo Power como la localización de Tatsunoko vs. Capcom subtitulada «Ultimate All-Stars» (nombre actual del juego tanto en Japón como en Norteamérica y Europa), que era jugable en los stands de la empresa. Un comunicado de prensa de Capcom el 2 de junio de 2009 indicó que esta versión actualizada tendrá más minijuegos, un modo de historia mejorado, y Wi-Fi compatible para juego en línea. Además, el reparto será ampliado con cinco personajes más, pero perderá un personaje de Tatsunoko (Hakushon Daimaō) en su lugar. Sin embargo, más tarde Capcom revisó este comunicado de prensa, ya que era incorrecto y declaró que ellos «examinan la posibilidad de añadir nuevos rasgos al juego, incluyendo la posible adición de nuevos personajes tanto de Capcom como de Tatsunoko y explora la opción de gameplay en línea».
Según el productor de videojuegos Ryota Niitsuma, el proceso de adquisición de licencias de personajes era difícil ya que esto prácticamente implicó el examinar los personajes uno por uno.

## Recepción
La revista Famitsu puntuó Tatsunoko vs. Capcom: Cross Generation of Heroes con 32 de 40, calificando la jugabilidad un poco floja debido a que los jugadores expertos eran llevados a repetir los Baroque combos. Los analistas aplaudieron la variedad de personajes y su sistema de lucha como sus puntos fuertes.
En junio de 2009, el juego de Wii vendió 41,672 unidades en Japón.
El estreno de Ultimate All-Stars en el E3 2009 recogió múltiples premios de distintos géneros. En el evento, ganó el Game Critics Award para «El Mejor Juego de lucha».
Tatsunoko vs Capcom: Ultimate All-Stars ha obtenido críticas generalmente positivas; tiene un promedio de 85% en los sitios web de Metacritic y Game Rankings. Nintendo Power le ha otorgado a Ultimate All-Stars una puntuación de 9 sobre 10, elogiando el título, pero lamentando el retiro de determinados contenidos de Cross Generation of Heroes. Game Informer ha puntuado el juego con un 8 sobre 10, e IGN le ha dado un 9,0 sobre 10. X-Play le ha otorgado a Tatsunoko vs Capcom con un 5/5, catalogándolo como uno de los juegos de peleas más accesibles hasta la fecha. NGamer lo ha galardonado con 85/100, alabando la variedad, los efectos visuales y un sistema de control simplificado y fácil tanto a los recién llegados como para los fanes del género. GameTrailers le dio al juego una puntuación de 9,0, halagando su modo de juego sencillo y contenido adicional. Dakota Grabowski de GameZone dio al juego un 8.5/10 de calificación, diciendo: "Los fans del género de la lucha definitivamente necesita adquirir TvsC lo antes posible ya que es un juego de peleas extraordinario para el Nintendo Wii.". La revista oficial de Nintendo del Reino Unido y Australia le dio un 91%, aplaudiendo el estilo gráfico Cel shading y la lista de personajes.